# Vertrag von Point Elliott

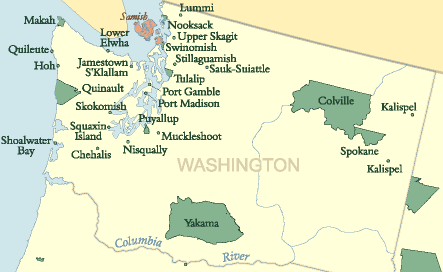
Reservate im heutigen Bundesstaat Washington

Der Vertrag von Point Elliott ist ein Vertrag zwischen der Regierung der USA und 22 Indianerstämmen im Umkreis des Puget Sound im seinerzeitigen Washington-Territorium, bzw. im heutigen Bundesstaat Washington. Er wurde am 22. Januar 1855 abgeschlossen.
Der Vertrag sah die Einrichtung von Reservaten (reservations) der Suquamish, Tulalip, Swinomish und Lummi vor und garantierte uneingeschränkte Sammel-, Jagd- und Fischfangrechte. Eigenartigerweise fehlen Reservate für die Duwamish, Skagit (Lower und Upper Skagit), Snohomish und Snoqualmie. Die meisten Reservate bestehen bis heute.
Ort der Unterzeichnung war Muckl-te-oh oder Point Elliott, das heutige Mukilteo im Snohomish County. Der Vertrag erhielt seine Rechtsgültigkeit erst durch die Ratifizierung nach mehr als vier Jahren. Für die Suquamish und Dwamish (Duwamish) unterzeichnete Häuptling Seattle, für Snoqualmie und Snohomish Patkanim, für die Lummi Chow-its-hoot, für die Skagit Häuptling Goliah. Insgesamt finden sich Siegel bzw. Zeichen von 83 Indianern. Für die USA unterzeichnete Territorial Governor Isaac Stevens. Dazu kamen 16 weitere Unterschriften, so dass insgesamt 100 Männer den Vertrag abzeichneten.

## Hintergrund
Seit dem Grenzvertrag zwischen Großbritannien und den Vereinigten Staaten, der 1846 den Kontinent entlang des 49. Breitengrades teilte, wuchs die Zahl der Siedler im Nordwesten der USA zunächst langsam an. Um diese Besiedlung zu fördern, öffnete ein Gesetz, der Donation Land Claim Act von 1850, das Oregon-Territorium und später Washington für die Siedler, die dort Land günstig erwerben durften. Den männlichen Siedlern wurde gestattet, 160 Acre (= 64 ha) Land zu erwerben, dazu 160 für ihre Ehefrauen. Siedler, die vor 1850 ansässig waren, durften sogar 640 Acre erwerben, was mehr als 250 ha entsprach. Da zu dieser Zeit keine Reservate eingerichtet waren, stand diese Bestimmung bis 1854/55 auch nicht im Widerspruch zum Intercourse Act von 1834, der weißen Siedlern den Zutritt zu Indianerreservaten untersagte.
Die Neusiedler besetzten das ihnen von Rechts wegen zustehende Land und wurden dabei von Militär und Milizen unterstützt. Die Indianer, denen juristische Abwehrmittel nicht zur Verfügung standen, wehrten sich vor allem in Kleinkriegen. Dazu kam, dass ihnen der private Besitz von Land unverständlich war und dass sich die Unterzeichner, die das fremde Schriftsystem gar nicht und die Sprache der Weißen nur bedingt verstanden, auf die Identität von mündlicher Zusage und schriftlichem Vertrag verlassen mussten – eine Lücke, die Gouverneur Stevens zugunsten der Siedler ausnutzte. Schließlich sind Reservats- und Anerkennungszusagen für einige Stämme einfach ausgelassen worden.

## Stevens’ Ziele
Allein 1854/55 schloss das Territorium Washington mehrere Verträge, darunter den von Medicine Creek am 26. Dezember 1854, von Point Elliott und Walla Walla am 21. Mai 1855. Bei allen Verträgen ignorierte Stevens Anweisungen aus der Hauptstadt, die Gebietsansprüche der Indianer und der Siedler genau abzugrenzen.
Stevens hatte von Anfang an folgende Ziele: Einrichtung von Reservaten, in denen alle Indianer zu leben hatten, dazu Förderung von Land- und Viehwirtschaft sowie „zivilisierte Gewohnheiten“. Als Kompensation sollte nicht Geld aufgebracht werden, sondern Jahresgaben in Form von Decken und Kleidern. Zur Durchsetzung kultureller Veränderungen sollten Schulen, Farmen, Läden eingerichtet, aber auch Verbote von Kriegen, Sklaverei, Alkohol durchgesetzt werden. Um diesen Prozess durchführen zu können, sollten die Indianer zunächst ihre Fisch- und Jagdrechte behalten und auf unbesetztem Land weiter sammeln und Vieh halten dürfen. Wenn sie sich entsprechend angepasst hätten, sollte das Land an sie vergeben werden, aber nicht an den Stamm, sondern ausschließlich an Einzelpersonen.

## Unterzeichner
Insgesamt unterzeichneten den Vertrag genau 100 Männer. Die Unterzeichner und Zeugen auf der US-Seite waren:
James Doty, Schriftführer, George Gibbs, Landvermesser (er hinterließ zahlreiche, heute wertvolle Aufzeichnungen), H. A. Goldsborough, Beauftragter, B. F. Shaw (Übersetzer), Colonel M. T. Simmons. Dazu kamen, überwiegend als Zeugen, M. T. Simmons, Special Indian Agent, H. A. Goldsborough, Beauftragter, B. F. Shaw, Übersetzer, James Tilton, General-Landvermesser und andere.
Auf Seiten der Indianer waren 22 Stämme und 83 Unterzeichner beteiligt (die erste Stammesbezeichnungen richten sich nach der Schreibweise im Text, die zweite nach der heute üblichen Transkription):
- Dwamish (Duwamish)
- Suquamish
- Sk-kahl-mish (Skokomish)
- Sam-ahmish (Sammamish)
- Smalh-kamish (Smulkamish / Smalhkamish)
- Skope-ahmish (Skopamish)
- Snoqualmoo (Snoqualmie)
- Skai-wha-mish (Skykomish)
- N'Quentl-ma-mish
- Sk-tah-le-jum (manchmal als eine Band der Snohomish betrachtet)
- Stoluck-wha-mish (Stillaguamish) (vermutlich ursprünglich eine Band der Skagit)
- Sno-ho-mish (Snohomish)
- Lummi
- Skagit (Upper Skagit und Lower Skagit)
- Kik-i-allus (Kikiallus) (neben den Upper und Lower Skagit eine weitere regionale Skagit-Gruppe)
- Swin-a-mish (Swinomish)
- Squin-ah-mish
- Sah-ku-mehu (Sauk-Suiattle) (ursprünglich eine Gruppe der Upper Skagit)
- Noo-wha-ha (neben den Upper Skagit, Lower Skagit und Kikiallus eine vierte regionale Skagit-Gruppe)
- Nook-wa-chah-mish (vermutlich eine Band der Nooksack)
- Mee-see-qua-guilch und
- Cho-bah-ah-bish (vermutlich die Tcubaa'bish Band der Skagit)[2]

Aus verschiedenen Gründen waren einige Stämme der Region nicht im Vertrag eingeschlossen. So fehlten die Nooksack, Samish, Semiahmoo, Puyallup und Quileute. Die Rechte der Nooksack wurden durch Häuptling Chow-its-hoot der Lummi wahrgenommen. Die Quileute erhielten noch im selben Jahr einen eigenen Vertrag, den Vertrag vom Quileute River. Alle anderen hatten, bzw. haben bis heute Probleme, die staatliche Anerkennung als Stamm (tribe) zu erhalten.
Unterzeichnet, bzw. gesiegelt wurde von den folgenden Personen:

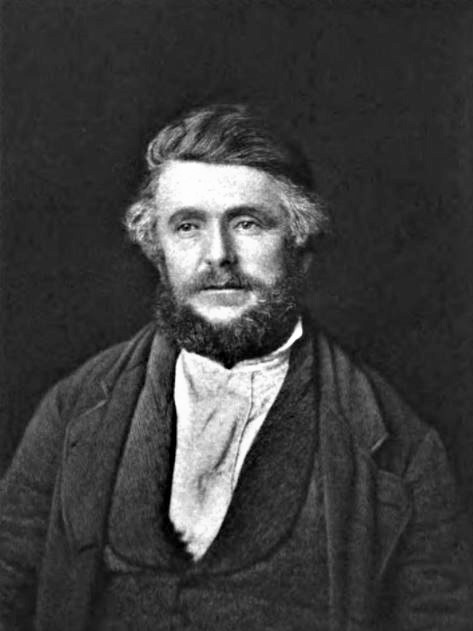
Michael Troutman Simmons (1814–67) war einer der Unterzeichner des Vertrages als Indianeragent, obgleich er Analphabet war

Issac I. Stevens, Governor and Superintendent
Seattle, Chief der Dwamish und Suquamish tribes
Pat-ka-nam, Chief der Snoqualmoo, Snohomish und andere tribes
Chow-its-hoot, Chief der Lummi und andere tribes
Goliah, Chief der Skagits und anderer verbündeter tribes
Kwallattum, oder General Pierce, Sub-chief des Skagit tribe
S'hootst-hoot, Sub-chief der Snohomish
Snah-talc, oder Bonaparte, Sub-chief der Snohomish
Squush-um, oder The Smoke, Sub-chief der Snoqualmoo
See-alla-pa-han, oder The Priest, Sub-chief der Sk-tah-le-jum
He-uch-ka-nam, oder George Bonaparte, Sub-chief der Snohomish
Tse-nah-talc, oder Joseph Bonaparte, Sub-chief der Snohomish
Ns'ski-oos, oder Jackson, Sub-chief der Snohomish
Wats-ka-lah-tchie, oder John Hobtsthoot, Sub-chief der Snohomish
Smeh-mai-hu, Sub-chief der Skai-wha-mish
Slat-eah-ka-nam, Sub-chief der Snoqualmoo
St'hau-ai, Sub-chief der Snoqualmoo
Lugs-ken, Sub-chief der Skai-wha-mish
S'heht-soolt, oder Peter, Sub-chief der Snohomish
Do-queh-oo-satl, Snoqualmoo tribe
John Kanam, Snoqualmoo sub-chief
Klemsh-ka-nam, Snoqualmoo
Ts'huahntl, Dwa-mish sub-chief
Kwuss-ka-nam, oder George Snatelum, Sen., Skagit tribe,
Hel-mits, oder George Snatelum, Skagit sub-chief
S'kwai-kwi, Skagit tribe, sub-chief
Seh-lek-qu, Sub-chief Lummi tribe
S'h'-cheh-oos, oder General Washington, Sub-chief des Lummi tribe
Whai-lan-hu, oder Davy Crockett, Sub-chief des Lummi tribe
She-ah-delt-hu, Sub-chief des Lummi tribe
Kwult-seh, Sub-chief des Lummi tribe
Kwull-et-hu, Lummi tribe
Kleh-kent-soot, Skagit tribe
Sohn-heh-ovs, Skagit tribe
S'deh-ap-kan, oder General Warren, Skagit tribe
Chul-whil-tan, Sub-chief des Suquamish tribe
Ske-eh-tum, Skagit tribe
Patchkanam, oder Dome, Skagit tribe
Sats-Kanam, Squin-ah-nush tribe
Sd-zo-mahtl, Kik-ial-lus band
Dahtl-de-min, Sub-chief der Sah-ku-meh-hu
Sd'zek-du-num, Me-sek-wi-guilse sub-chief
Now-a-chais, Sub-chief der Dwamish
Mis-lo-tche, oder Wah-hehl-tchoo, Sub-chief der Suquamish
Sloo-noksh-tan, oder Jim, Suquamish tribe
Moo-whah-lad-hu, oder Jack, Suquamish tribe
Too-leh-plan, Suquamish tribe
Ha-seh-doo-an, oder Keo-kuck, Dwamish tribe
Hoovilt-meh-tum, Sub-chief der Suquamish
We-ai-pah, Skaiwhamish tribe
S'ah-an-hu, oder Hallam, Snohomish tribe
She-hope, oder General Pierce, Skagit tribe
Hwn-lah-lakq, oder Thomas Jefferson, Lummi tribe
Cht-simpt, Lummi tribe
Tse-sum-ten, Lummi tribe
Klt-hahl-ten, Lummi tribe
Kut-ta-kanam, oder John, Lummi tribe
Ch-lah-ben, Noo-qua-cha-mish band
Noo-heh-oos, Snoqualmoo tribe
Hweh-uk, Snoqualmoo tribe
Peh-nus, Skai-whamish tribe
Yim-ka-dam, Snoqualmoo tribe
Twooi-as-kut, Skaiwhamish tribe
Luch-al-kanam, Snoqualmoo tribe
S'hoot-kanam, Snoqualmoo tribe
Sme-a-kanam, Snoqualmoo tribe
Sad-zis-keh, Snoqualmoo
Heh-mahl, Skaiwhamish band
Charley, Skagit tribe
Sampson, Skagit tribe
John Taylor, Snohomish tribe
Hatch-kwentum, Skagit tribe
Yo-i-kum, Skagit tribe
T'kwa-ma-han, Skagit tribe
Sto-dum-kan, Swinamish band
Be-lole, Swinamish band
D'zo-lole-gwam-hu, Skagit tribe
Steh-shail, William, Skaiwhamish band
Kel-kahl-tsoot, Swinamish tribe
Pat-sen, Skagit tribe
Pat-teh-us, Noo-wha-ah sub-chief
S'hoolk-ka-nam, Lummi sub-chief
Ch-lok-suts, Lummi sub-chief
M. T. Simmons, Indian agent
C. H. Mason, Secretary of Washington Territory
Benj. F. Shaw, Dolmetscher
Chas. M. Hitchcock
H. a.[sic] Goldsborough
George Gibbs
John H. Scranton
Henry D. Cock
S. S. Ford, jr.
Orrington Cushman
Ellis Barnes
R. S. Bailey
S. M. Collins
Lafayette Balch
E. S. Fowler
J. H. Hall
Rob't Davis

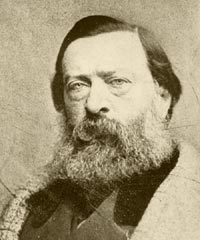
Der Jurist, Landvermesser, Naturforscher und frühe Ethnologe George Gibbs (1815–1873) galt als Kenner der Sprachen und Gebräuche des Nordwestens. Auch sammelte er Vokabeln der Klamath. Er plädierte angesichts der divergierenden Sprachen und Sitten für die Einrichtung vieler kleiner Reservate, was der Gouverneur jedoch ablehnte. Später arbeitete er an der Smithsonian Institution in New York.

Offenbar wurde bei der Reihenfolge der Unterzeichner eine bestimmte Hierarchie beim Rang der Stämme und der Häuptlinge beachtet. Ähnliches galt, soweit erkennbar, auch bei der Reihenfolge der US-Amerikaner.

## Kernbestimmungen
Unter der Einschränkung, dass der Präsident Reservate aufheben, verlegen oder in Individualbesitz auflösen könne, falls das Wohl der Indianer oder die Interessen des Territoriums dies erfordere, oder auch Stämme in ein Reservat zusammenfügen könne, wurde Folgendes festgehalten: Der Handel der Indianer mit Vancouver Island wurde untersagt – womit traditionelle Handelsrouten zerschnitten wurden. Das Gleiche galt für ausländische, der Lage nach im späteren Kanada lebende Indianer, die ohne Genehmigung des Supintendents oder Agents nicht in den amerikanischen Reservaten leben durften – womit enge Verwandtschaftsbeziehungen stark gestört wurden.
Der Vertrag unterschied bei den Unterzeichnern, in dem Versuch, der internen Struktur und ihren Begrifflichkeiten mittels europäischer Vorstellungen und englischer Begrifflichkeiten nahezukommen, zwischen den Stämmen und verbündeten (allied) und untergeordneten (subordinate) Stämmen und Gruppen (tribes und bands).

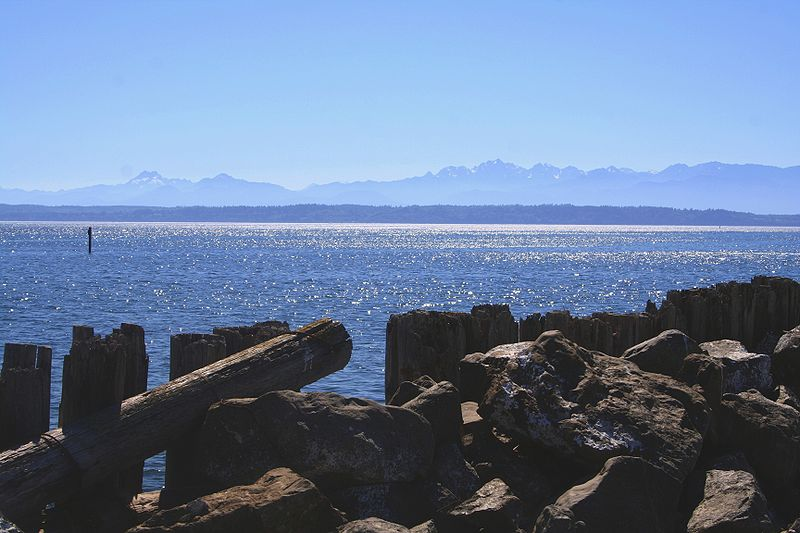
Admiralty Inlet

Sie überließen (cede, relinquish, and convey) den USA all ihre Rechte, Titel und Interessen im Zusammenhang mit dem von ihnen besetzten (occupied) Land. Dies sollte Gültigkeit zwischen der Ostseite des Admiralty Inlet (Point Pully), entlang einer Line auf halbem Wege zwischen Commencement und Elliott Bay haben, dann ostwärts bis zum Gebiet, das Nisqually und Puyallup und andere abgetreten hatten, bis hinaus zum Gipfel der Kaskadenkette, dann nordwärts bis zum 49. Breitengrad, wieder westwärts entlang dieser Linie bis zur Mitte des Gulf of Georgia, weiter durch den Canal de Arro zur Juan-de-Fuca-Straße, mittig durch den Admiralty Inlet bis Suquamish Head. Dann ging es wieder südwärts zwischen Hood Canal und Admiralty Inlet bis zu Wilkes’ Portage, weiter bis Point Southworth am Westufer des Admiralty Inlet, ostwärts entlang Vashon’s Island, um den Kreis zu schließen. Dazu kamen alle eingeschlossenen Inseln.
1280 Acre (entspr. zwei sections à 640 Acre, analog zum Siedlerland) um Port Madison (Noo-sohk-um), 1280 Acre an der Nordseite der Hwhomish Bay und dem dort einmündenden Bach, die Südwestecke von Perry’s Island und die Chah-choo-sen genannte Insel nahe der Mündung des Lummi River in die Bellingham Bay und den Gulf of Georgia. Das Land sollte den Stämmen zu ihrer ausschließlichen Nutzung zustehen, kein Weißer sollte ohne ihre Erlaubnis und die des Superintendent oder Agent dort siedeln dürfen. Sollte es jedoch nötig sein, Straßen durch diese Gebiete zu bauen, so sollten die Indianer für jeden dadurch entstehenden Schaden Ausgleich erhalten.
An der Nordostseite von Port Gardner, dazu an der Mündung des Snohomish River, einschließlich der Tulalip Bay sollten jedoch 36 Sections ausgenommen sein, um dort eine Landwirtschafts- und Arbeitsschule (agricultural and industrial school) einzurichten. Dazu wurde die Möglichkeit offen gehalten, dort für alle westlich der Kaskadenkette im Territorium lebenden Indianer ein Reservat einzurichten, es sei denn, der Präsident würde für diese Central Agency und General Reservation einen anderen Ort zum Vorteil der Indianer wählen.
Die Indianer erklärten sich bereit, innerhalb eines Jahres nach Ratifizierung oder früher in die Reservate zu ziehen, wenn die Ausstattung gegeben sei. So lange sollten sie überall dort leben dürfen, wo kein Bürger der USA Anspruch erhob, oder wenn er es ihnen gestattete.
Das Recht auf Fischfang an den gewohnten Stellen sollte den Indianern „in common with all citizens of the Territory“ erlaubt sein. Dazu kam das Vorrecht auf Jagd und Sammeln von Wurzeln und Beeren auf offenem und nicht beanspruchtem Land. Schalentiere jedoch sollten nur dort gefangen werden dürfen, wo diese nicht von Bürgern (citizens) beansprucht oder kultiviert wurden.
Für all dies sagten die USA zu, 150.000 Dollar zu zahlen, davon im ersten Jahr nach der Ratifizierung 15.000, in den nächsten beiden Jahren je 12.000, in den darauf folgenden drei Jahren je 10.000, dann je 7.000 für die nächsten vier Jahre, 6.000 für die nächsten fünf Jahre, für die letzten fünf Jahre jeweils 4.250 Dollar. Die Auszahlung sollte sich also über 20 Jahre erstrecken. Damit sollten keine individuellen Schulden beglichen werden.
Bei all dem sollte es dem Präsidenten vorbehalten bleiben, darüber zu befinden, ob alle Indianer in ein gemeinsames Reservat mit ihnen freundlich gesinnten Indianern umgesiedelt werden sollten, und, ob er jedem individuell Besitzrechte an Haus und Grund zusprach.
Die Indianer erkannten die Abhängigkeit (dependence) von der Regierung der USA an, auch, dass sie freundlich mit allen Bürgern umgehen und kein Eigentum entwenden sollten. Ansonsten war Eigentum zurückzugeben, oder, wenn nicht mehr brauchbar, wertmäßig auszugleichen. Das Gleiche galt für die Indianer untereinander, die auch keinem Täter Unterschlupf bieten durften, sondern ihn an die zuständigen Behörden ausliefern mussten.
Außer im Fall der Verteidigung galt ein Kriegsverbot zwischen den Stämmen. Die Regierung der USA bzw. der Agent waren die einzigen Instanzen zur Streitschlichtung.
Alkoholkonsum und die Einbringung von Alkohol in die Reservate wurden insofern unter Strafe gestellt, als die Jahreszahlungen für die Täter zurückgehalten werden konnten.
Das Halten und der Erwerb von Sklaven wurde verboten, der Handel nach Vancouver Island wurde ausdrücklich untersagt, selbst der Aufenthalt „ausländischer“ Indianer durfte nur unter Zustimmung des Superintendent oder Agent geschehen.
Für die Kosten des Umzugs und der ersten Besiedlung der Reservate erklärte sich die Regierung bereit, 15.000 Dollar zu zahlen.
Auf zwanzig Jahre sollte, ein Jahr nach der Ratifizierung, eine Landwirtschafts- und Arbeitsschule unterhalten werden, frei für die Indianerkinder, dazu eine Schmiede und eine Schreinerwerkstatt sowie die notwendigen Werkzeuge. Ein Schmied und ein Schreiner, dazu ein Landwirt, sollten die Indianer in ihrem jeweiligen Handwerk in den nächsten 20 Jahren unterrichten. Des Weiteren sollte ein Arzt in der Zentralagentur leben, der für Medizin und Rat, sowie Impfung sorgen sollte – vermutlich gegen Pocken. Die entstehenden Kosten sollten ohne Abzug von den USA getragen werden.
Ratifiziert wurde der Vertrag am 8. März, veröffentlicht am 11. April 1859.

## Unmittelbare Folgen
Die Jahre nach Vertragsabschluss wurden durch den rechtlosen Zustand, den die Verzögerung der Ratifizierung bis 1859 auslöste, noch komplizierter, als es der Vertrag selbst schon bewirkte. Viele Stämme warteten vertragsgemäß zunächst ab, näher verwandte zogen oftmals in ein Reservat, wie etwa das vergleichsweise große der Tulalip. Doch manche Stämme teilten sich zunächst in Gruppen, die bereit waren, umzusiedeln, und solche, die bleiben wollten.
Der Druck der Siedler, der auch vor Brandstiftung und Mord nicht Halt machte, erzwang bei vielen der Zurückgebliebenen letztlich doch den Umzug, doch nicht immer in dasselbe Reservat, wie das von den zuerst Weggezogenen gewählte. Andere Stämme wussten zunächst gar nicht, wohin sie sich wenden sollten, wie die Duwamish, die kein Reservat erhalten hatten. Sie gingen teilweise in die Port Madison Indian Reservation, teilweise in die Reservate der Tulalip oder in die Muckleshoot Reservation.

## Spätwirkungen
Die Auswirkungen beschäftigen bis heute die Gerichte und die für die Indianer zuständigen Institutionen, denn zwei grundsätzliche Rechtsprobleme sind damit verbunden. Zum einen sind Verträge, die innerhalb der Verfassung Gültigkeit erlangen, bis heute gültig. Zum anderen sind die Verträge so zu deuten, wie sie die Vertragspartner verstanden haben, was verschiedenen Auslegungen Tür und Tor öffnete.
Die seit den 1890er Jahren immer mehr eingeschränkten Fischereirechte sind bis heute ein Thema, das die Gerichte beschäftigt. Die Entscheidung des Richters George Boldt von 1974 (Boldt Decision) unterstrich die Gültigkeit dieser Abmachung, die aber erst 1979 durch den Obersten Gerichtshof durchgesetzt wurde. Den Stämmen der Nooksack, Upper Skagit, Sauk-Suiattle und Stillaguamish gelang erst in dieser Zeit die Anerkennung als Stamm, obwohl sie den Vertrag mit unterzeichnet hatten. Weniger erfolgreich waren hierin die Samish, Snohomish, Snoqualmie, Steilacoom und Duwamish.
An der Anerkennung hängen heute nicht nur handfeste Verpflichtungen der Regierung gegenüber den Stämmen, oder Rechte auf Fischerei und Jagd, sondern auch steuerliche Befreiungen. Das gilt vor allem für den Unterhalt von Casinos, die heute einen erheblichen Teil zur Finanzierung und Bereitstellung von Arbeitsplätzen beitragen. Daher ist es schon vorgekommen, dass aus Gründen der wirtschaftlichen Konkurrenz ein Stamm verhindert hat, dass ein anderer anerkannt wurde.
Mukilteo oder Muckl-te-oh, der Ort, an dem der Vertrag von Point Elliott abgeschlossen wurde, ist bis heute Treffpunkt von indianischen Kanufahrern, die aus dem Westen Kanadas und der USA kommen. Sie treffen sich seit 1989 im Rahmen des Paddle to Seattle  und fahren zu jährlich wechselnden Gastgeberstämmen.
Am 2. Mai 1931 enthüllten die Daughters of the American Revolution vor 3000 Zuschauern ein Denkmal zur Erinnerung an den Vertrag in Mukilteo, unter ihnen 300 Indianer, vielfach Nachkommen der Unterzeichner, aber auch Kate Stevens Bates, die Tochter des damaligen Gouverneurs. Bereits 1919 hatten Clarence Bagley und Edmond Meany versucht, herauszufinden, wo genau der Vertrag unterzeichnet worden war, doch ohne Erfolg. Ihr Granit-Pylon zum Gedenken wurde nie aufgerichtet. So wählte man eher unter geschichtsdidaktischen Aspekten eine Stelle auf einer Grünfläche nahe der Rosehill School an der 3rd Street und Lincoln Avenue in Mukilteo. Anwesend waren dabei auch die letzten Zeitgenossen der Unterzeichnung, der fast hundertjährige John Davis, Bill Kanim, Neffe von Chief Patkanim, und Charley Jules (1846–1935). August Duclos, Superintendent auf der Tulalip reservation drängte, entsprechend der seinerzeitigen Indianerpolitik der Vereinigten Staaten, auf Assimilation. Robert Guss (1907–1985), Urenkel Patkanims, enthüllte das Denkmal, zusammen mit Lillian Sinclair, Enkelin eines der Pioniere von Mukilteo, Jacob Fowler. Es steht bis heute am inzwischen Rosehill Community Center genannten Platz.
1933 versammelte Häuptling Jerry Kanim von den Snoqualmie viele Stämme in der Nähe des Lake Sammamish. Die Betreiber der Lake Washington-Fähre, die Seattle mit der Bucht verband, erhofften sich ebenso wie der Initiator, die American Legion, in der Weltwirtschaftskrise zahlreiche Besucher und erhebliche Einnahmen. Die Strände der Juanita Bay, über Generationen eine Sammelstelle von wapato (Pfeilkraut, Sagittaria), wurden als Ort der Versammlung gewählt, zu dem über 400 Indianer in traditioneller Kleidung erschienen. Der Gouverneur wurde zum Mitglied der Lummi erhoben und versprach die Einhaltung der Schutzbestimmungen von 1855. Über 2.500 Besucher verfolgten die erneute Unterzeichnung des Vertrags von Point Elliott. Joseph Hillaire, Sohn des Lummi-Häuptlings, der 1855 den Vertrag unterzeichnet hatte, hatte die Ereignisse um diesen Vertrag erforscht. Gouverneur Clarence D. Martin übernahm die Rolle des damaligen Gouverneurs Isaac Ingalls Stevens, Jerry Kanim die seines Onkels, Häuptling Patkanims, andere Nachkommen folgten seinem Beispiel.
Am 26. Juli 2007 versammelten sich rund 40 Kanus aus dem Puget Sound, der Washingtoner Küste und von Vancouver Island am Lighthouse Park in Mukilteo. Die Stadt Mukilteo sowie die Washington State Ferries hatten als Gastgeber geladen. Von dort fuhren die Teilnehmer weiter zu den Lummi, wie sie es seit 1989 jährlich tun.

## Karten
- Washington State Tribal Reservations and Draft Treaty Ceded Areas (Karte der Reservate und der abgetretenen Gebiete (PDF; 204 kB))
- FEDERALLY RECOGNIZED TRIBES OF WASHINGTON STATE